# Big Stone Gap
Big Stone Gap es un pueblo situado en el condado de Wise, Virginia, Estados Unidos. Tiene una población estimada, a mediados de 2023, de 5114 habitantes.

## Demografía

### Censo de 2020
Según el censo de 2020, en ese momento había 5254 personas residiendo en la localidad. La densidad de población era de 422.69 hab./km². Había 2009 viviendas, lo que representaba una densidad de 161.6 viviendas/km². El 78.40% de los habitantes eran blancos, el 17.09% eran afroamericanos, el 0.13% eran amerindios, el 0.40% eran asiáticos, el 0.36% eran de otras razas y el 3.62% eran de una mezcla de razas. Del total de la población, el 1.66% eran hispanos o latinos de cualquier raza.

### Estimación 2018-2022
De acuerdo con la estimación 2018-2022 de la Oficina del Censo, los ingresos medios de los hogares de la localidad son de $52,663 y los ingresos medios de las familias son de $70,370. Los ingresos per cápita en los últimos doce meses, medidos en dólares de 2022, son de $22,376. Alrededor del 16.4% de la población está por debajo de la línea de pobreza, entre ellos el 29.7% de los menores de 18 años y el 3.9% de quienes tienen 65 años o más vivían por debajo del umbral de pobreza.

## Geografía
Según la Oficina del Censo, la localidad tiene una superficie total de 12.67 km², de los cuales 12.43 km² corresponden a tierra firme y 0.24 km² están cubiertos de agua.